# Sunnyside (Washington)
Sunnyside is een plaats (city) in de Amerikaanse staat Washington, en valt bestuurlijk gezien onder Yakima County. Er bevindt zich een kleine Gereformeerde Gemeente (Netherlands Reformed Congregation) met 45 leden in 2020.

## Demografie
Bij de volkstelling in 2000 werd het aantal inwoners vastgesteld op 13.905.
In 2006 is het aantal inwoners door het United States Census Bureau geschat op 14.828, een stijging van 923 (6,6%).

## Geografie
Volgens het United States Census Bureau beslaat de plaats een oppervlakte van
15,4 km², geheel bestaande uit land. Sunnyside ligt op ongeveer 220 m boven zeeniveau.

## Plaatsen in de nabije omgeving
De onderstaande figuur toont nabijgelegen plaatsen in een straal van 24 km rond Sunnyside.

## Geboren
- Bonnie Dunbar (1949), astronaute